# Црква Светог Архангела Гаврила у Кочану
Црква Светог Архангела Гаврила у Кочану, насељеном месту на територији општине Дољевац, православни је храм који припада Епархији нишкој Српске православне цркве.
Темељи раније цркве су пронађени 1920. године. Данашњи храм посвећен Светом Архангелу Гаврилу, грађен је у периоду од 1937. до 1938. године и освећен 2004. године.